# 佩恩蒂德崖
83°50′S 162°20′E / 83.833°S 162.333°E
佩恩蒂德崖（英語：Painted Cliffs），是南極洲的山崖，位於沙克爾頓海岸，由新西蘭探險隊命名，該山崖的岩層由沉積岩和火成岩組成，現時由南極條約體系管理。